# Fußball-Sportverein 1918 Braunfels e.V.
Fussball Spielverein Braunfels von 1918 e.V. é uma agremiação esportiva alemã, fundada em 1918, sediada em Braunfels, no estado de Hessen.

## História
O maior êxito do clube foi sua promoção para a Oberliga Hessen (IV) nas temporadas de 1999-2000 e 2003-04. Depois de um segundo lugar na Landesliga Hessen-Mitte, em 2006, e o sucesso nas fases subseqüentes de promoção, retornou novamente para a Oberliga por uma temporada, sendo relegado novamente. Um outro retorno à Hessenliga ocorreria em 2012.
O FSV tem atualmente uma adesão de 600 membros.

## Títulos
- Landesliga Hessen-Mitte
  - Campeão: 2003
  - Vice-campeão: 1999, 2006
- Verbandsliga Hessen-Mitte
  - Campeão: 2012

## Cronologia recente
| Temporada | Divisão                   | Módulo | Posição |
| 1999–2000 | Oberliga Hessen           | IV     | 17° ↓   |
| 2000–01   | Landesliga Hessen-Mitte   | V      | 4°      |
| 2001–02   | Landesliga Hessen-Mitte   | V      | 4°      |
| 2002–03   | Landesliga Hessen-Mitte   | V      | 1° ↑    |
| 2003–04   | Oberliga Hessen           | IV     | 16° ↓   |
| 2004–05   | Landesliga Hessen-Mitte   | V      | 4°      |
| 2005–06   | Landesliga Hessen-Mitte   | V      | 2° ↑    |
| 2006–07   | Oberliga Hessen           | IV     | 18° ↓   |
| 2007–08   | Landesliga Hessen-Mitte   | V      | 6°      |
| 2008–09   | Verbandsliga Hessen-Mitte | VI     | 11°     |
| 2009–10   | Verbandsliga Hessen-Mitte | VI     | 4°      |
| 2010–11   | Verbandsliga Hessen-Mitte | VI     | 3°      |
| 2011–12   | Verbandsliga Hessen-Mitte | VI     | 1° ↑    |
| 2012–13   | Hessenliga                | V      | °       |

## Fonte
- Grüne, Hardy (2001). Vereinslexikon. Kassel: AGON Sportverlag ISBN 3-89784-147-9